# Chimonantussläktet
Chimonantussläktet (Chimonanthus) är ett släkte i familjen kryddbuskeväxter med tre arter i Kina.